# Cofathec
Cofathec est un groupe d'efficacité et de services énergétiques fondé en 1995 par Jean-Paul George,. 

## Histoire
En 1995, au sein de GDF, le groupe Cofathec Services naît avec le regroupement petit à petit de sociétés énergétiques : Someth, Sochan, Genèse, Cinerg et Pictet. En 2008 au moment de la fusion de Gaz de France avec ex-Suez, Cofathec prend le nom de Cofely à la suite du regroupement Cofathec-Elyo. En 2015, après Cofely Services, le nom définitif de la nouvelle entité est Engie Cofely.

## Direction
Cofathec a eu pour président, Jean-Paul George puis Bernard Leblanc et comme directeur général Jean-Michel Carboni suivi de Jean-Pierre Monéger. 

## Stratégie
Cofathec a été la 1ère filiale du groupe Gaz de France, implantée dans plusieurs pays européens, comptant plus de 8 000 collaborateurs, Cofathec réalise un chiffre d'affaires de 1,4 milliard d'euros en 2005.
En 2016, Engie Cofely totalise un chiffre d'affaires de 2,4 milliards d'euros.

## Branches et filiales
Le groupe Cofathec est divisé en 3 départements :
- Cofathec Services, division dédiée aux services énergétiques. Ses principales activités sont la maintenance multitechnique, la gestion des énergies, les travaux, le Facility Management et la gestion de grands projets.
- Cofathec Coriance, spécialisée dans la gestion des réseaux de chaleur en France. Fin 2007, elle exploite, dans le cadre de délégations de service public, 23 réseaux de chaleur d'une longueur globale de 125 km. Elle dessert plus de 100 000 logements et gère 14 centrales de cogénération pour une capacité de 80 MW. En 2007, le chiffre d'affaires des activités cédées de Cofathec Coriance s'est élevé à 63 millions d'euros pour une production de 670 GWh de chaleur et 250 GWh d'électricité. Cofathec Coriance a été vendu à la société italienne A2A le 27 mars 2008. Cette cession permet à Gaz de France de mettre en œuvre un des engagements pris vis-à-vis de la Commission européenne dans le cadre du projet de fusion entre Gaz de France et Suez de 2008.
- Cofathec Oméga, division spécialisée dans la réalisation des travaux de réseaux d'énergie chaleur et froid pour les utilisations spéciales : salles blanches, hôpitaux, etc.